# Gangwon
Gangwon är en provins i nordöstra Sydkorea. Totalt har provinsen 1 560 172 invånare (2020). Största ort är Wonju och administrativ huvudort är Chuncheon. 

## Historia
Gangwon var en av Koreas åtta provinser under Joseon och grundades 1395. Huvudstad blev då Wonju. 1895 ersatte distrikten Chuncheon och Gangneung provinsen. Den ombildades igen nästföljande år, 1896. Huvudstad blev då Chuncheon. Efter delningen av Korea efter andra världskriget 1945, Nordkoreas och Sydkoreas självständighet 1948 och slutet av Koreakriget delades provinsen i två delar, Gangwon och Kangwon.

## Geografi
Provinsen gränsar till Gyeonggi, Norra Chungcheong och Norra Gyeongsang. I öster finns det japanska havet. I norr ligger den nordkoreanska provinsen Kangwon. Naturen i provinsen är bergig då Taebaekbergen går rakt igenom provinsen och bergskedjans högsta berg, Seoraksan finns i provinsen. Fyra femtedelar av provinsen täcks av skog. I skogarna finns det alpina växter och svamp. Andra näringar är potatis, fisk och diverse mineralprodukter. Seoraksan och Odaesan lockar en del turister till provinsen. 

## Administrativ indelning
Provinsen är uppdelad i sju städer (si) och elva landskommuner (gun). Administrativ huvudort är Chuncheon.
| Karta             | Nr              | Namn   | Hangul | Hanja   | Folkmängd 31 dec 2020 |
| ----------------- | --------------- | ------ | ------ | ------- | --------------------- |
|                   |                 |        |        |         |                       |
| — Städer —        |                 |        |        |         |                       |
| 1                 | Wonju           | 원주시 | 原州市 | 357 710 |                       |
| 2                 | Chuncheon       | 춘천시 | 春川市 | 286 489 |                       |
| 3                 | Gangneung       | 강릉시 | 江陵市 | 215 603 |                       |
| 4                 | Donghae         | 동해시 | 東海市 | 91 492  |                       |
| 5                 | Sokcho          | 속초시 | 束草市 | 83 674  |                       |
| 6                 | Samcheok        | 삼척시 | 三陟市 | 65 939  |                       |
| 7                 | Taebaek         | 태백시 | 太白市 | 42 945  |                       |
| — Landskommuner — |                 |        |        |         |                       |
| 8                 | Hongcheon-gun   | 홍천군 | 洪川郡 | 70 052  |                       |
| 9                 | Cheorwon-gun    | 철원군 | 鐵原郡 | 45 325  |                       |
| 10                | Hoengseong-gun  | 횡성군 | 橫城郡 | 47 097  |                       |
| 11                | Pyeongchang-gun | 평창군 | 平昌郡 | 42 132  |                       |
| 12                | Jeongseon-gun   | 정선군 | 旌善郡 | 37 135  |                       |
| 13                | Yeongwol-gun    | 영월군 | 寧越郡 | 38 902  |                       |
| 14                | Inje-gun        | 인제군 | 麟蹄郡 | 31 959  |                       |
| 15                | Goseong-gun     | 고성군 | 高城郡 | 27 869  |                       |
| 16                | Yangyang-gun    | 양양군 | 襄陽郡 | 28 242  |                       |
| 17                | Hwacheon-gun    | 화천군 | 華川郡 | 25 081  |                       |
| 18                | Yanggu-gun      | 양구군 | 楊口郡 | 22 526  |                       |